# 香港外語電影資料網
香港外語電影資料網或稱故影集（Play It Again），是一個电影数据库。

## 历史
2012年在加拿大建立，提供查找上世紀（1900年–1999年）在香港上映或播放的外語電影（所有非華語電影）的網路資料庫，但1999年之後的電影也有所收錄，比如《瑪麗皇后》。內容包括電影在香港的中文譯名，熱門明星和主要導演的中文譯名，電影在香港上映的最早年份，熱門電影的廣告等。
網站也收錄了一部份早期香港製作的外國電影海報。

## 外部連結
- 香港外語電影資料網 （页面存档备份，存于）（英文）（繁體中文）